# Lütjenholm
Lütjenholm est une municipalité allemande située dans le land du Schleswig-Holstein et dans l'arrondissement de Frise-du-Nord.

## Population
En 2015, sa population est de 317 habitants.